# Harold J. Arthur
Harold John Arthur, född 9 februari 1904 i Whitehall, New York, död 19 juli 1971 i Plattsburgh, New York, var en amerikansk republikansk politiker. Han var den 68:e guvernören i delstaten Vermont 1950–1951.
Arthur fick korrespondensundervisning i juridik och avlade juristexamen vid La Salle Extension University. Han var verksam inom handeln och bankbranschen i Vermont. Arthur deltog som major i andra världskriget. Han var viceguvernör i Vermont 1947–1950. Guvernör Ernest William Gibson avgick 1950 för att tillträda som domare i en federal domstol och Arthur tillträdde guvernörsämbetet. Han efterträddes 1951 som guvernör av Lee E. Emerson.
Arthur var unitarie och frimurare. Han gravsattes på Lakewood Cemetery i Burlington, Vermont.